# Vaupés (departement)
Vaupés is een departement in het zuidoosten van Colombia. De hoofdstad van het departement is de stad Mitú. Er wonen ca. 40.000 mensen in het departement, merendeels indianen.

## Geografie
Vaupés heeft een oppervlakte van 54.135 km². Het departement grenst in het noorden en noordwesten aan Guaviare, in het noordoosten aan Guainía en in het oosten aan Brazilië. De rivier de Apoporis is in het zuiden de grens met Amazonas en Caquetá.
Het departement ligt in het Colombiaanse deel van het Amazoneregenwoud, maar ondervindt ook invloeden van de wat drogere vlaktes in het noorden. De temperatuur schommelt tussen de 25 en 30 °C. Het natuurreservaat Nukak ligt deels in Vaupés (en voor de rest in Guaviare). De natuurlijke schoonheid en de weelde aan planten en dieren trekt veel toeristen.

## Bevolking
Op 30 juni 2020 telde Vaupés 44.712 inwoners, waarvan 23.398 mannen en 21.314 vrouwen. 
Het departement Vaupés heeft het hoogste geboortecijfer van Colombia met ongeveer 32,2 kinderen per 1.000 inwoners tegen 15,4 voor het landelijk gemiddelde. Als gevolg hiervan is de bevolking van Vaupés vrij jong: het aandeel van de bevolking tussen 0 en 14 jaar was 44,2%, tussen 15 en 64 jaar 51,8% en ten slotte was 4% van de bevolking 65 jaar en ouder. Ook het gemiddelde vruchtbaarheidscijfer van 4,89 kinderen per vrouw ligt ver boven het landelijke gemiddelde van 1,89 kinderen per vrouw.

## Bestuurlijke indeling
Het departement Vaupés is bestuurlijk ingedeeld in drie gemeenten (municipios), drie departementale districten (corregimiento departamentales) en twee gemeentelijke districten (corregimientos municipales).
| Gemeente                | Inwoners |
| ----------------------- | -------- |
| Carurú                  | 3.300    |
| Mitú                    | 15.943   |
| Taraira                 | 1.015    |
| Departementaal district | -        |
| Pacoa                   | 4.471    |
| Papunahua               | 106      |
| Yavaraté                | 1.201    |
| Gemeentelijk district   | -        |
| Acaricuara              | 430      |
| Villa Fátima            | ?        |

| Detailkaart |
| ----------- |
|             |